# 小行星3468
小行星3468（英語：3468 Urgenta）是一颗围绕太阳公转的小行星。1975年1月7日，P. Wild在齐美尔瓦尔德发现了此天体。
这颗小行星的绝对星等为303.6146957123481等。